# Élections cantonales de 1985 dans la Somme
Les élections cantonales ont eu lieu le 10 et le 17 mars 1985.

## Contexte départemental

### Assemblée départementale sortante
Avant les élections, le conseil général de la Somme est présidé par Max Lejeune (UDF-PSD), à la tête du département depuis 1945. Il comprend 44 conseillers généraux issus des 44 cantons de la Somme. 23 d'entre eux sont renouvelables lors de ces élections plus 2 nouveaux cantons (Amiens-Nord et Friville-Escarbotin). 
| Parti                                       | Parti                                       | Sigle | Sigle   | Élus | Élus | Groupe                  |
| ------------------------------------------- | ------------------------------------------- | ----- | ------- | ---- | ---- | ----------------------- |
| Majorité (30 sièges)                        |                                             |       |         |      |      |                         |
| Union pour la démocratie française          | Parti social-démocrate                      |       | UDF-PSD | 9    | 17   | Majorité départementale |
| Union pour la démocratie française          | Centre des démocrates sociaux               |       | UDF-CDS | 6    | 17   | Majorité départementale |
| Union pour la démocratie française          | Parti républicain                           |       | UDF-PR  | 2    | 17   | Majorité départementale |
| Rassemblement pour la République            | Rassemblement pour la République            |       | RPR     | 7    | 7    | Majorité départementale |
| Divers droite                               | Divers droite                               |       | DVD     | 5    | 5    | Majorité départementale |
| Centre national des indépendants et paysans | Centre national des indépendants et paysans |       | CNIP    | 1    | 1    | Majorité départementale |
| Opposition (14 sièges)                      |                                             |       |         |      |      |                         |
| Parti communiste français                   | Parti communiste français                   |       | PCF     | 8    | 8    | Communiste              |
| Parti socialiste                            | Parti socialiste                            |       | PS      | 6    | 6    | Socialiste              |
| Président du conseil général                |                                             |       |         |      |      |                         |
| Max Lejeune (UDF-PSD)                       |                                             |       |         |      |      |                         |

## Conseil général élu
| Canton                | Conseiller sortant   | Parti          | Parti          | Conseiller élu      | Parti | Parti   |
| --------------------- | -------------------- | -------------- | -------------- | ------------------- | ----- | ------- |
| Abbeville-Nord        | André Leduc          |                | UDF-PSD        | André Leduc         |       | UDF-PSD |
| Acheux-en-Amiénois    | Jackie Pillon        |                | UDF-PSD        | Jackie Pillon       |       | UDF-PSD |
| Ailly-le-Haut-Clocher | Alain-Louis Jacques  |                | UDF-PSD        | Alain-Louis Jacques |       | UDF-PSD |
| Albert                | Fernand Demilly      |                | UDF-PSD        | Fernand Demilly     |       | UDF-PSD |
| Amiens-Nord-Ouest     | Eliane Cosserat      |                | PCF            | Gérald Maisse       |       | PCF     |
| Amiens-Est            | Liliane Brunet       |                | PCF            | Liliane Brunet      |       | PCF     |
| Amiens-Sud-Est        | Jean-Claude Broutin  |                | UDF-CDS        | Jean-Claude Broutin |       | UDF-CDS |
| Amiens-Sud            | Hubert Henno         |                | UDF-PR         | Hubert Henno        |       | UDF-PR  |
| Amiens-Sud-Ouest      | Gérard Moularde      |                | DVD            | Gérard Moularde     |       | DVD     |
| Amiens-Nord           | Nouveau canton       | Nouveau canton | Nouveau canton | Francis Lecul       |       | PS      |
| Ault                  | Michel Couillet      |                | PCF            | Michel Couillet     |       | PCF     |
| Combles               | Albert Flinois       |                | UDF-CDS        | Albert Flinois      |       | UDF-CDS |
| Conty                 | André Occis          |                | DVD            | André Occis         |       | DVD     |
| Corbie                | Claude Lemoine       |                | PCF            | Alain Gest          |       | UDF-PR  |
| Doullens              | Jean-Philippe Lebas  |                | PS             | Jacques Mossion     |       | UDF-CDS |
| Friville-Escarbotin   | Nouveau canton       | Nouveau canton | Nouveau canton | Christian Cahon     |       | UDF-PR  |
| Gamaches              | Jacques Pecquery     |                | PCF            | Michel Bonduelle    |       | DVD     |
| Molliens-Dreuil       | Gabrielle Scellier * |                | UDF-PSD        | Jacques Dufetelle   |       | UDF-PSD |
| Montdidier            | Gérard Flamand       |                | RPR            | Gérard Flamand      |       | RPR     |
| Moyenneville          | Roger Castel         |                | UDF-PSD        | Roger Castel        |       | UDF-PSD |
| Nesle                 | Jean Blas            |                | PS             | Jacques Gronnier    |       | DVD     |
| Roisel                | Pierre Druin         |                | PCF            | Pierre Druin        |       | PCF     |
| Roye                  | Jacques Fleury       |                | PS             | Jacques Fleury      |       | PS      |
| Rue                   | Pierre Bamière       |                | RPR            | Pierre Bamière      |       | RPR     |
| Villers-Bocage        | Pierre Claisse       |                | UDF-CDS        | Pierre Claisse      |       | UDF-CDS |

*Conseillers généraux sortants ne se représentant pas

### Élus
| Partis       | Partis                             | Conseillers sortants | Conseillers élus | Évolution     |
| ------------ | ---------------------------------- | -------------------- | ---------------- | ------------- |
|              | Union pour la démocratie française | 10                   | 13               | 3             |
|              | Divers droite                      | 2                    | 4                | 2             |
|              | Rassemblement pour la République   | 2                    | 2                | en stagnation |
| Total Droite | Total Droite                       | 14                   | 19               | 5             |
|              | Parti communiste français          | 6                    | 4                | 2             |
|              | Parti socialiste                   | 3                    | 2                | 1             |
| Total Gauche | Total Gauche                       | 9                    | 6                | 3             |

### Groupes politiques
| Parti                                       | Parti                                       | Sigle | Sigle   | Élus | Élus | Groupe                  |
| ------------------------------------------- | ------------------------------------------- | ----- | ------- | ---- | ---- | ----------------------- |
| Majorité (35 sièges)                        |                                             |       |         |      |      |                         |
| Union pour la démocratie française          | Parti social-démocrate                      |       | UDF-PSD | 9    | 20   | Majorité départementale |
| Union pour la démocratie française          | Centre des démocrates sociaux               |       | UDF-CDS | 7    | 20   | Majorité départementale |
| Union pour la démocratie française          | Parti républicain                           |       | UDF-PR  | 4    | 20   | Majorité départementale |
| Rassemblement pour la République            | Rassemblement pour la République            |       | RPR     | 7    | 7    | Majorité départementale |
| Divers droite                               | Divers droite                               |       | DVD     | 7    | 7    | Majorité départementale |
| Centre national des indépendants et paysans | Centre national des indépendants et paysans |       | CNIP    | 1    | 1    | Majorité départementale |
| Opposition (11 sièges)                      |                                             |       |         |      |      |                         |
| Parti communiste français                   | Parti communiste français                   |       | PCF     | 6    | 6    | Communiste              |
| Parti socialiste                            | Parti socialiste                            |       | PS      | 5    | 5    | Socialiste              |
| Président du conseil général                |                                             |       |         |      |      |                         |
| Max Lejeune (UDF-PSD)                       |                                             |       |         |      |      |                         |